# فيلهلم ريتر فون توما
فيلهلم ريتر فون توما (بالألمانية: Wilhelm Josef Ritter von Thoma) ـ (11 سبتمبر 1891 ـ 30 أبريل 1948) كان ضابطاً ألمانياً خدم بالجيش الألماني بين عامي 1912 و1945 وشارك في كل من الحرب العالمية الأولى، والحرب الأهلية الإسبانية، قاد الفيلق الإفريقي خلال معارك العلمين، وتولى ـ بشكل مؤقت ـ قيادة قوات المحور في معركة العلمين الثانية (إحدى معارك الحرب العالمية الثانية) بعد وفاة غورغ شتومه أثناء سير القتال (يوم 24 أكتوبر 1942)، ثم سلم القيادة لإرفين رومل عقب وصول رومل إلى الميدان من ألمانيا يوم 26 أكتوبر.
كان فون توما من الخبراء الألمان الأوائل في مجال الدبابات، فكان أيام جمهورية فايمار يتدرب على دبابات وهمية داخل ألمانيا، وذلك بسبب القيود التي فرضتها معاهدة فرساي على تسلح ألمانيا، لكن اتفاقاً بين تلك الجمهورية، والاتحاد السوفيتي مكّن فون توما من التدرب على دبابات حقيقية بالقرب من مدينة قازان الروسية.
في عام 1934 (بعد عام من وصول النازيين إلى الحكم في ألمانيا)، تمكن من استخدام الدبابات الحقيقية لأول مرة في ألمانيا.
في عام 1936 ذهب إلى إسبانيا لمساعدة أنصار الجنرال فرانكو في الحرب الأهلية الإسبانية، ولم يعد إلى ألمانيا إلاّ في يونيو 1939 (وكانت الحرب قد انتهت في مارس الذي سبقه).
في أغسطس 1939 تولى قيادة أحد ألوية الفرقة المدرعة الثانية استعداداً للهجوم على بولندا الذي نُفذ في 1 سبتمبر 1939.
شارك في الحملة الفرنسية عام 1940، وفي أكتوبر 1940 أرسل إلى شمال أفريقيا لتقييم وضع القوات الإيطالية هناك، وما إذا كانت تحتاج لمساعدة، وكتب تقريراً قال فيه إن من الأفضل إرسال قوات مدرعة إلى هناك، وحددها بأربع فرق مدرعة كحد أقصى.
شارك بعد ذلك في حملة روسيا، ثم أُرسل في 20 سبتمبر إلى أفريقيا لتولى قيادة قوات المحور في العلمين خلفاً لرومل، وبعد أسبوعين استلم فون شتومه القيادة منه.
وقع فون توما في أسر القوات البريطانية في منطقة تقع غرب مدينة العلمين يوم 4 نوفمبر ونقل إلى إنجلترا حيث تنقل بين عدة معسكرات للأسرى، وبترت إحدى ساقيه في الأسر سنة 1945 وركبت له ساق صناعية. وفي سنة 1948 توفي فون توما في زوكينغ بألمانيا متأثراً بأزمة قلبية بعد أشهر معدودة من إطلاق سراحه.
لعل أغرب ما قاله هو أنه اشترك في 24 معركة دبابات في بولندا، وفرنسا، وروسيا، وأفريقيا، بينما اشترك في 192 اشتباكاً للدبابات في إسبانيا!